# トゥイグエン
トゥイグエン（ベトナム語：Thành phố Thủy Nguyên / 城庯水源）は、ベトナム社会主義共和国のハイフォン市に存在する市。面積は242.7 km²、人口は333,810人（2019年）である。

## 行政
トゥイグエン市は17坊4社を管轄している。
- ミンドゥク坊（Minh Đức / 明德）
- アンルー坊（An Lư / 安閭）
- ズオンクアン坊（Dương Quan / 陽関）
- ホアドン坊（Hoa Động / 花洞）
- ホアビン坊（Hòa Bình / 和平）
- ホアンラム坊（Hoàng Lâm / 黄林）
- ラップレー坊（Lập Lễ / 立禮）
- レホンフォン坊（Lê Hồng Phong / 黎鴻峰）
- リューキエム坊（Lưu Kiếm / 留劍）
- ナムチエウザン坊（Nam Triệu Giang / 南趙江）
- ファムグーラオ坊（Phạm Ngũ Lão / 范五老）
- クアンタイン坊（Quảng Thanh / 廣清）
- タムフン坊（Tam Hưng / 三興）
- ティエンフオン坊（Thiên Hương / 千鄕）
- トゥイドゥオン坊（Thủy Đường / 水棠）
- トゥイハ坊（Thủy Hà / 水河）
- チャンフンダオ坊（Trần Hưng Đạo / 陳興道）
- バクダン社（Bạch Đằng / 白藤）
- リエンスアン社（Liên Xuân / 蓮春）
- ニンソン社（Ninh Sơn / 寧山）
- クアンチュン社（Quang Trung / 光中）